# ان‌جی‌سی ۳۱۹
ان‌جی‌سی ۳۱۹ (انگلیسی: NGC 319) نام یک کهکشان مارپیچی در صورت فلکی سیمرغ است.